# Jacki Weaver
Jacqueline Ruth 'Jacki' Weaver (Sydney, 25 mei 1947) is een Australisch actrice. Zij werd in zowel 2011 (voor haar bijrol in Animal Kingdom) als 2013 (voor die in Silver Linings Playbook) genomineerd voor een Oscar. Meer dan twintig andere acteerprijzen werden haar daadwerkelijk toegekend, waaronder een National Board of Review Award en een Satellite Award (allebei voor Animal Kingdom). Weaver maakte in 1966 haar acteerdebuut als Ann MacPherson in een aflevering van de Australische televisieserie Wandjina!.

## Filmografie
- Back to the Outback - Jackie
- Stage Mother (2020) - Maybelline
- The Grudge (2020) - Lorna Moody
- Elsewhere (2019) - ...
- Zeroville (2019) - Dotty Langer
- Poms (2019) - Sheryl
- Bird Box (2018) - Cheryl
- Widows (2018) - Agnieszka
- Out of Blue (2018) - Miriam Rockwell
- Life of the Party (2018) - Sandy
- Irreplaceable You (2018) - Estelle
- The Disaster Artist (2017) - Carolyn / 'Claudette'
- Small Crimes (2017) - Irma Denton
- The Polka King (2017) - Barb
- Goldstone (2016) - The Mayor
- Equals (2015) - Bess
- Last Cab to Darwin (2015) Nicole Farmer
- Six Dance Lessons in Six Weeks (2014) - Irene Mossbecker
- Reclaim (2014) - Reigert
- Maya the Bee Movie (2014) - Buzzlina Von Beena
- Magic in the Moonlight (2014) - Grace Catledge
- Haunt (2013) - Janet Morello
- The Voices (2014) - Dr. Warren
- Parkland (2013) - Marguerite Oswald
- Stoker (2013) - Gwendolyn Stoker
- Haunt (2013) - Janet Morello
- Silver Linings Playbook (2012) - Dolores Solitano
- The Five-Year Engagement (2012) - Sylvia Dickerson-Barnes
- Summer Coda (2010) - Jen
- Animal Kingdom (2010) - Janine 'Smurf' Cody
- Three Blind Mice (2008) - Bernie
- Hammer Bay (2007, televisiefilm) - Aileen Blakely
- Cosi (1996) - Cherry
- The Perfectionist (1987) - Barbara Gunn
- Abra Cadabra (1983) - Primrose Buttercup (stem)
- Squizzy Taylor (1982) - Dolly
- Caddie (1976) - Josie
- The Removalists (1975) - Marilyn Carter
- Picnic at Hanging Rock (1975) - Minnie
- Polly My Love (1975, televisiefilm) - Polly
- Petersen (1974) - Susie Petersen
- Alvin Purple (1973) - Second Sugar Girl
- Stork (1971) - Anna
- The Schoolmistress (1967, televisiefilm) - ...

## Televisieseries
*Exclusief eenmalige gastrollen
- Perpetual Grace, LTD - Lillian (2019, tien afleveringen)
- Secret City - Catriona Bailey (2016-2019, negen afleveringen)
- Bloom - Gwen Reed (2019, drie afleveringen)
- Squinters  - Audrey (2018, twee afleveringen)
- Blunt Talk  - Rosalie Winter (2015-2016, twintig afleveringen)
- Gracepoint - Susan Wright (2014, tien afleveringen)
- Satisfaction - Gillian (2009, twee afleveringen)
- Water Under the Bridge - Maggie McGhee (1980, acht afleveringen)

## Privé
Weaver trouwde in 2003 met acteur Sean Taylor, haar vijfde huwelijk. Eerder scheidde ze van David Price, Max Hensser, Derryn Hinch en nogmaals van Derryn Hinch.
- Bibsys: 8072036
- Biblioteca Nacional de España: XX4900064
- Bibliothèque nationale de France: cb142382098 (data)
- Gemeinsame Normdatei: 132763397
- International Standard Name Identifier: 0000 0000 7826 2108
- Library of Congress Control Number: nb2007007309
- Nationale Bibliotheek van Tsjechië: xx0320574
- Nationale Bibliotheek van Israël: 987007518849805171
- Système universitaire de documentation: 159336392
- Trove: 485154
- Virtual International Authority File: 41365755
- WorldCat: E39PBJdCtHK4tTcf9739K8Pfbd